# Hotelmodus
Als Hotelmodus oder „Hotel-Mode“ wird von manchen Fernsehgeräte-Herstellern eine besondere Einstellmöglichkeit der Geräte bezeichnet, die bewirkt, dass bestimmte Bedienungen nicht oder nur eingeschränkt zugänglich sind. Vorrangig wird diese Funktion von Hotels und Pensionen verwendet.

## Einführung
Für die Einführung gab es vielseitige Gründe. Hotelbetreiber möchten mit dem Hotelmodus verhindern, dass:
- Nutzer eine bestimmte Lautstärke überschreiten, die die Zimmernachbarn stört
- ein Sendersuchlauf gestartet wird
- die programmierte Senderreihenfolge geändert wird
- gebührenpflichtige Programme angesehen werden
- bestimmte Schnittstellen wie USB- oder HDMI-Eingänge genutzt werden können
- bestimmte Funktionen wie Analogtuner genutzt werden können
- bestimmte Menüs aufgerufen werden können
- die direkten Bedientasten am Gerät verwendet werden können (Panel Lock)
- Teletext oder andere Infodienste aufgerufen werden können

## Möglichkeiten
- ein bestimmtes Verhalten vorzugeben, wie das automatische Einschalten nach Stromausfall (letzter Status)[4]
- die Anzeige eines Start-/Werbebildschirms vorzugeben
- einen Startkanal oder eine Startquelle (zum Beispiel einen HDMI-Anschluss) einzustellen

Zusätzlich kann es Komfortfunktionen für den Betreiber geben, wie
- das Speichern und Einspielen von Voreinstellungen und Senderlisten mittels USB-Stick
- die Auswahl von oder das Umschalten auf unterschiedliche Fernbedienungen
- zeitgesteuertes Ein- und Ausschalten

Hierzu wird durch Bedienschritte, die meist aus verschiedenen Tastenkombinationen der Fernbedienung bestehen, oder durch einen Sicherheitscode der Hotelmodus eingeschaltet und der Fernseher dann im Hotelmodus wie gewünscht konfiguriert. Das Ausschalten des Hotelmodus durch Bedienschritte ist nicht intuitiv zu erraten und auch der „normalen“ Bedienungsanleitung nicht zu entnehmen. Allerdings erteilen die Hersteller auf Anfrage Auskunft, falls man versehentlich den Hotelmodus eingeschaltet hat.

## Zielgruppe
Hotelmodus-Features sind nicht nur für Hotels und Pensionen interessant, sondern auch für normale Verbraucher. Als Kindersicherung, mittels deren Eltern die Programmierung des Gerätes durch Kinder/Jugendliche verhindern und auf diesem Wege ungeeignete Sender sperren, ist der Hotelmodus nur bedingt geeignet.

## Sicherheit
Für viele Modelle sind die Hotelmoduscodes im Internet abrufbar. Daher ist ein Hotelmodus kein 100%iger Schutz.